# Championnat de Pologne de football 2005-2006
Navigation
Édition précédente Édition suivante
La saison 2005-2006 du championnat de Pologne est la 80e saison de l'histoire de la compétition, la 72e sous l'appellation « I liga ». Cette édition a été remportée par le Legia Varsovie, devant le Wisła Cracovie.

## Les clubs participants
- Legia Varsovie
- Wisła Cracovie
- Zagłębie Lubin
- Amica Wronki
- Korona Kielce
- Odra Wodzisław Śląski
- Dyskobolia
- GKS Bełchatów
- KS Cracovia
- Pogoń Szczecin
- Wisła Płock
- Górnik Łęczna
- Górnik Zabrze
- Arka Gdynia
- Polonia Varsovie
- Lech Poznań

## Compétition

### Classement
| Rang | Équipe                | Pts | J  | G  | N  | P  | Bp | Bc | Diff |
| ---- | --------------------- | --- | -- | -- | -- | -- | -- | -- | ---- |
| 1    | Legia Varsovie        | 66  | 30 | 20 | 6  | 4  | 47 | 17 | +30  |
| 2    | Wisla Cracovie (T)    | 64  | 30 | 19 | 7  | 4  | 50 | 20 | +30  |
| 3    | Zagłębie Lubin        | 49  | 30 | 14 | 7  | 9  | 45 | 32 | +13  |
| 4    | Amica Wronki          | 49  | 30 | 14 | 7  | 9  | 50 | 28 | +22  |
| 5    | Korona Kielce (P)     | 47  | 30 | 12 | 11 | 7  | 46 | 44 | +2   |
| 6    | Lech Poznań           | 42  | 30 | 11 | 9  | 10 | 45 | 45 | 0    |
| 7    | Odra Wodzislaw Slaski | 40  | 30 | 10 | 10 | 10 | 23 | 27 | -4   |
| 8    | Dyskobolia Grodzisk   | 37  | 30 | 10 | 7  | 13 | 37 | 45 | -8   |
| 9    | GKS Bełchatów (P)     | 37  | 30 | 9  | 10 | 11 | 30 | 32 | -2   |
| 10   | KS Cracovia           | 37  | 30 | 10 | 7  | 13 | 32 | 44 | -12  |
| 11   | Pogoń Szczecin        | 37  | 30 | 9  | 10 | 11 | 29 | 34 | -5   |
| 12   | Wisła Płock (C)       | 34  | 30 | 10 | 4  | 16 | 30 | 45 | -15  |
| 13   | Górnik Łęczna         | 33  | 30 | 7  | 12 | 11 | 23 | 31 | -8   |
| 14   | Górnik Zabrze         | 29  | 30 | 8  | 5  | 17 | 29 | 46 | -17  |
| 15   | Arka Gdynia (P)       | 27  | 30 | 4  | 15 | 11 | 21 | 33 | -12  |
| 16   | Polonia Varsovie      | 25  | 30 | 6  | 7  | 17 | 20 | 45 | -25  |

| Légende : Qualifications et relégations | Légende : Qualifications et relégations                                                      |
| --------------------------------------- | -------------------------------------------------------------------------------------------- |
|                                         | Ligue des Champions 2006-2007 (Deuxième tour de qualification)                               |
|                                         | Coupe UEFA 2006-2007 (Deuxième tour préliminaire)                                            |
|                                         | Coupe UEFA 2006-2007 (Premier tour préliminaire)                                             |
|                                         | Coupe Intertoto 2006 (Deuxième tour)                                                         |
|                                         | Relégation en II Liga                                                                        |
|                                         | Relégation en III Liga                                                                       |
|                                         | (T) : Tenant du titre 2004-2005 (C) : Vainqueur de la Coupe de Pologne 2005-2006 (P) : Promu |

## Meilleurs buteurs
| #  | Joueur               | Équipe         | Buts |
| -- | -------------------- | -------------- | ---- |
| 1  | Grzegorz Piechna     | Korona Kielce  | 21   |
| 2  | Michał Chałbiński    | Zagłębie Lubin | 15   |
| 3  | Paweł Brożek         | Wisła Cracovie | 13   |
| 4  | Krzysztof Gajtkowski | Korona Kielce  | 12   |
| 5  | Radosław Matusiak    | GKS Bełchatów  | 11   |
| 5  | Piotr Reiss          | Lech Poznań    | 11   |
| 7  | Edi                  | Pogoń Szczecin | 10   |
| 7  | Maciej Iwański       | Zagłębie Lubin | 10   |
| 7  | Piotr Włodarczyk     | Legia Varsovie | 10   |
| 10 | Jacek Dembiński (en) | Amica Wronki   | 9    |